# Joseph Gordon-Levitt
Joseph Leonard Gordon-Levitt, född 17 februari 1981 i Los Angeles, Kalifornien, är en amerikansk skådespelare, sångare, filmskapare och entreprenör. 

## Biografi
Joseph Gordon-Levitts är son till Jane Gordon and Dennis Levitt och hade en äldre bror Dan Gordon-Levitt som dog 2010 vid 36 års ålder. Han är av judisk härkomst. Gordon Levitts farfar var regissören Michael Gordon. Gordon-Levitt gick på Van Nuys High School och avlade examen 1999.
Redan som fyraåring spelade han Fågelskrämman i en teateruppsättning av Trollkarlen från Oz. Senare blev han kontaktad av en agent och han fick synas i TV och flera reklamer för produkter som Cocoa Pops, Pop-Tarts och Kinney Shoes. Som sexåring spelade han i flera filmer gjorda för TV och 1991 fick han en större roll i TV-serien Dark Shadows. Året därpå syntes han i långfilmen Där floden flyter fram, regisserad av Robert Redford.
Gordon-Levitt fick sitt genombrott i tonåren när han 1996 fick en av huvudrollerna i TV-serien Tredje klotet från solen. För rollen som Tommy Solomon belönades han med två YoungStar Award. Rollen gav honom biroller i filmer som Alla helgons blodiga natt – 20 år senare (1998) och 10 orsaker att hata dig (1999). Efter sex säsonger med Tredje klotet från solen tog han en paus från skådespelandet och började år 2000 studera historia, litteratur och fransk poesi på Columbia University i New York. Han hoppade av 2004 för att återvända till skådespelandet. Han fick då en roll i Mysterious Skin (2004) och huvudrollen i Brick (2005) som han blev kritikerrosad för. Han skulle även bli hyllad för sin insats i The Lookout (2007). 
2009 spelade Gordon-Levitt mot sin vän Zooey Deschanel i (500) Days of Summer, en film som gav honom ett brett genomslag bland kritiker och publik. Han nominerade även till en Golden Globe för bästa manliga huvudroll. Han syntes efter det i flera storfilmer som till exempel skurken i G.I. Joe: The Rise of Cobra (2009), Inception (2010) The Dark Knight Rises (2011), Premium Rush (2012), Looper (2012), Lincoln (2012) och Sin City: A Dame to Kill For (2014). 2011 släpptes även filmen 50/50 där Gordon-Levitt blev hyllad för sin insats och nominerades till en rad priser däribland Golden Globe. 2013 rapporterades det om att Gordon-Levitt var en av favoriterna att spela Scott Lang/Ant-Man i Marvelfilmen Ant-Man men rollen gick i slutändan till Paul Rudd.
Han skulle sen gå vidare med att tolka två personer i biografiska filmer, 2015 i The Walk där han porträtterade Philippe Petit och 2016 porträtterade han Edward Snowden i Snowden. 2020 spelade han även advokaten Richard Schultz i den Oscarsnominerade The Trial of the Chicago 7.
Gordon-Levitt har även arbetat med teater och 2009 nominerades han till en Tony Award i kategorin "Best Special Theatrical Event" för att ha medproducerat Broadway-uppsättningen Slava's Snowshow. 2013 debuterade han som långfilmsregissör med romantiska komedin Don Jon som han även skrivit manus till samt spelar huvudrollen i.
Vid sidan av skådespelandet äger Gordon-Levitt produktionsbolaget hitRECord.org som arbetar med att utveckla konst och media. Projektet startade 2005 och 2010 blev det ett professionellt produktionsbolag. Bolaget är online- och samarbetsbaserat vilket innebär att alla som skickar in bidrag till hemsidan hjälps åt att förbättra och föra ut verken. hitRECord arbetar med film, musik, berättelser och bilder och har tusentals medverkande.
I december 2014 gifte sig Joseph Gordon Levitt med Tasha McCauley. I augusti 2015 föddes parets första barn, en son. Deras andra son föddes i juni 2017.

## Filmografi (i urval)

### Film
| År   | Titel                                    | Roll                        | Notering                |
| ---- | ---------------------------------------- | --------------------------- | ----------------------- |
| 1988 | Stranger on My Land                      | Rounder                     | TV-film                 |
| 1989 | Settle The Score                         | Justin                      | TV-film                 |
| 1991 | Changes                                  | Matthew Hallam              | TV-film                 |
| 1992 | Beethoven                                | Student                     |                         |
| 1992 | Där floden flyter fram                   | Ung Norman Maclean          |                         |
| 1994 | Holy Matrimony                           | Ezekiel Jacobson            |                         |
| 1994 | Angels in the Outfield                   | Roger Bomman                |                         |
| 1996 | Den edsvurna                             | Oliver Laird                |                         |
| 1998 | Sweet Jane                               | Tony                        |                         |
| 1998 | Alla helgons blodiga natt - 20 år senare | James Howell                |                         |
| 1999 | 10 orsaker att hata dig                  | Cameron James               |                         |
| 2000 | Picking Up the Pieces                    | Flaco                       |                         |
| 2000 | Forever Lulu                             | Martin Ellsworth            |                         |
| 2001 | Manic                                    | Lyle Jensen                 |                         |
| 2002 | Skattkammarplaneten                      | Jim Hawkins                 | Röstroll                |
| 2003 | Latter Days                              | Elder Paul Ryder            |                         |
| 2004 | Mysterious Skin                          | Neil McCormick              |                         |
| 2005 | Brick                                    | Brendan Frye                |                         |
| 2005 | Kaos                                     | Sam                         |                         |
| 2005 | Shadowboxer                              | Dr. Don                     |                         |
| 2007 | The Lookout                              | Chris Pratt                 |                         |
| 2008 | Stop-Loss                                | Tommy Burgess               |                         |
| 2008 | Miracle at St. Anna                      | Tim Boyle                   |                         |
| 2008 | The Brothers Bloom                       | Bar Patron                  | Cameo                   |
| 2009 | Killshot                                 | Richie Nix                  |                         |
| 2009 | (500) Days of Summer                     | Tom Hansen                  |                         |
| 2009 | Uncertainty                              | Bobby Thompson              |                         |
| 2009 | G.I. Joe: The Rise of Cobra              | Rex Lewis / Cobra Commander |                         |
| 2010 | Hesher                                   | Hesher                      |                         |
| 2010 | Morgan M. Morgansen's Date with Destiny  | Morgan M. Morgansen         | Kortfilm, även regissör |
| 2010 | Morgan and Destiny's Eleventeeth Date    | Morgan M. Morgansen         | Kortfilm, även regissör |
| 2010 | Inception                                | Arthur                      |                         |
| 2011 | 50/50                                    | Adam Lerner                 |                         |
| 2012 | The Dark Knight Rises                    | Robin "John" Blake          |                         |
| 2012 | Premium Rush                             | Wilee                       |                         |
| 2012 | Looper                                   | Joe                         | Även producent          |
| 2012 | Lincoln                                  | Robert Todd Lincoln         |                         |
| 2013 | Don Jon                                  | Jon "Don Jon" Martello Jr.  | Även manus och regi     |
| 2014 | Det blåser upp en vind                   | Jiro Horikoshi              | Röstroll                |
| 2014 | Sin City: A Dame to Kill For             | Johnny                      |                         |
| 2014 | The Interview                            | Sig själv                   | Cameo                   |
| 2015 | The Walk                                 | Philippe Petit              |                         |
| 2015 | The Night Before                         | Ethan Miller                |                         |
| 2016 | Snowden                                  | Edward Snowden              |                         |
| 2017 | Star Wars: The Last Jedi                 | Slowen Lo                   | Röstroll, cameo         |
| 2018 | Endgame                                  | Vakten                      | Kortfilm                |
| 2019 | 7500                                     | Tobias Ellis                |                         |
| 2019 | Knives Out                               | Detektiv Hardrock           | Röstroll, cameo         |
| 2020 | Project Power                            | Frank Shaver                |                         |
| 2020 | The Trial of the Chicago 7               | Richard Schultz             |                         |
| 2022 | Pinocchio                                | Benjamin Syrsa              | Röstroll                |
| 2022 | Glass Onion: A Knives Out Mystery        | Hourly Dong                 | Röstroll, cameo         |
| 2023 | Flora and Son                            | Jeff                        |                         |
| 2024 | Snuten i Hollywood: Axel F               | Bobby Abbott                |                         |

### TV-serier
| År        | Titel                                         | Roll                   | Notering                              |
| --------- | --------------------------------------------- | ---------------------- | ------------------------------------- |
| 1988      | Fem i familjen                                | Dougie                 | 2 avsnitt                             |
| 1990      | Mord och inga visor                           | Pojke #1               | Avsnitt: "Shear Madness"              |
| 1991      | Dark Shadows                                  | Daniel / David Collins | 11 avsnitt                            |
| 1991      | Lagens änglar                                 | Rick Berg              | Avsnitt: "Permanent Wave"             |
| 1992      | Vita huset nästa?                             | Pierce Van Horne       | 13 avsnitt                            |
| 1993      | Doktor Quinn                                  | Zack Lawson            | Avsnitt: The Secret"                  |
| 1993-1995 | Roseanne                                      | George                 | 4 avsnitt                             |
| 1996-2001 | Tredje klotet från solen                      | Tommy Solomon          | 131 avsnitt                           |
| 1998      | That '70s Show                                | Buddy Morgan           | Avsnitt: "Eric's Buddy"               |
| 2000      | The Outer Limits                              | Zach                   | Avsnitt: "Something About Harry"      |
| 2005      | Numb3rs                                       | Scott Reynolds         | Avsnitt: "Sacrifice"                  |
| 2009      | Saturday Night Live                           | Sig Själv              | Värd                                  |
| 2012      | Saturday Night Live                           | Sig Själv              | Värd                                  |
| 2013      | Lady Gaga and the Muppets Holiday Spectacular | Sig Själv              | TV-special                            |
| 2015      | The Mindy Project                             | Matt Sherman           | Avsnitt: "While I Was Sleeping"       |
| 2017      | Comrade Detective                             | Iosif Baciu            | Röstroll, 6 avsnitt                   |
| 2021      | Mr. Corman                                    | Josh Corman            | Även manus, regi och producent        |
| 2021      | Star Wars: Visions                            | Jay                    | Röstroll Avsnitt: "Tatooine Rhapsody" |
| 2021      | Wolfboy and the Everything Factory            | Professor Luxcraft     | Röstroll, 10 avsnitt även producent   |
| 2022      | Super Pumped                                  | Travis Kalanick        | 7 avsnitt                             |
| 2023      | Poker Face                                    | Trey Mendez            | Avsnitt: "Escape from Shit Mountain"  |